# Geoinformatika
Geoinformatika je znanost koja razvija i koristi informatičku infrastrukturu za označavanje problema u geoznanosti i srodnim granama tehničkih znanosti. Geoinformatika kombinira geoprostornu analizu i modeliranje, razvoj geoprostornih baza podataka, dizajn informacijskih sustava, interakciju ljudi i računala, te žičnu i bežičnu mrežnu tehnologiju.
Geoinformatičke tehnologije uključuju geografske informacijske sustave, prostorne sustave za podršku u odlučivanju, globalne pozicijske sustave (GPS) i daljinska istraživanja. Geoinformatika koristi georačunalstvo za analizu geoinformacija.
Geoinformatički alati uključuju:
- Baze podataka objektnih relacija (ORD) ili sustav upravljanja bazama podataka objektnih relacija (ORDBMS)
- Mapiranje objektnih relacija (ili O/RM)
- Geostatistika

## Primjene
Mnoge discipline su imale koristi od geoinformatike, uključujući razvoj navigacijskih sustava za vozila, prometno planiranje i inženjerstvo, ekološko modeliranje i analizu, urbano planiranje, telekomunikacije, poljoprivredu i javno zdravstvo.

## Vanjske poveznice
- Geoinformatics Section, Geological Society of America  Arhivirana inačica izvorne stranice od 28. veljače 2009. (Wayback Machine)
- Geoinformatics Research Group  Arhivirana inačica izvorne stranice od 29. lipnja 2009. (Wayback Machine)
- What is Geoinformatics?  Arhivirana inačica izvorne stranice od 1. veljače 2009. (Wayback Machine)
- National Science Priorities in Geoinformatics, Michael F. Goodchild